# آرون بون
هارون بون (بالإنجليزية: Aaron Boone)‏ هو لاعب كرة قاعدة أمريكي، ولد في 9 مارس 1973 في لا ميسا في الولايات المتحدة.

## وصلات خارجية
- هذه المقالة غير مرتبط بويكي بيانات

لم يتم العثور على روابط لمواقع التواصل الاجتماعي.